# 笹野高史
笹野 高史（ささの たかし、1948年〈昭和23年〉6月22日 - ）は日本の俳優、タレント。自由劇場に所属した後、現在はグランパパプロダクション所属。特技はトランペット。身長167cm、体重57kg。

## 来歴
兵庫県出身。兵庫県立洲本高等学校卒業、日本大学芸術学部中退。
淡路島の造り酒屋「東洋長」に四男として誕生。裕福な家に育ったが、3歳の時に父を、11歳の時に母を相次ぎ亡くした。
兵庫県立洲本高等学校卒業。高校生時代は演劇部ではなく、陸上競技部と音楽部に入っていた。そこそこ足が速かったとのことで、陸上部では100メートル競走、200メートル競走の短距離や走幅跳を専門としていた。中学生時代は野球部に所属していた。しかし小さいころから腎臓と肝臓が弱く、陸上の練習中に血尿が出る事態にまでなり、最終的にはドクターストップが掛かって陸上競技は辞めてしまう。一方、音楽部ではテナーサックスをやっていた。音楽部でのパフォーマンスが目に留まって演劇部から誘われ、文化祭での劇に出たこともあった。
日本大学芸術学部映画学科を受験する時は、俳優コースにしたかったが「馬鹿にされそうだから」と監督コースに丸を付けて願書を提出した。同大学に入学し、在学中の1968年に自由劇場にスタッフとして入団する。大学は約1年半で中退。兄の知り合いの伝で船会社に就職し船員になったが、元々の夢である俳優を諦めきれず、船内のテレビで東大安田講堂事件のニュースを視たのを機に自由劇場主宰の串田和美に連絡して俳優復帰の了承を得て、1972年に『ヴォイツェク』で初舞台を踏み、俳優活動を開始。1979年の舞台『上海バンスキング』のバクマツ役で注目された。1982年には同劇場を退団するが、舞台には座友として参加する。
『コクーン歌舞伎』、『平成中村座』などにも出演し、「夏祭浪花鑑」長町裏の場、通称「泥場」での悪役、義兵次、『隅田川続俤』通称「法界坊」などに出演する。自らの出身地にちなんで淡路屋の屋号を持つことで知られる。歌舞伎出演の記者会見では「民間からの参加です」と言っている。新派にも水谷八重子、波乃久里子の相手役で参加することが多い。
映画デビュー作は1983年公開の『ふしぎな國 日本』（松林宗恵監督）。1985年の『男はつらいよ 柴又より愛をこめて』以来、山田洋次監督作品の常連者となる。2007年には山田監督の『武士の一分』で第30回日本アカデミー賞最優秀助演男優賞をはじめ数々の賞を受賞した。
長らく独身であったが、42歳にして17歳年下の劇団研究生の絹代と結婚した。2000年代に入るとバラエティ番組にも出演するようになり、年の差結婚と年の離れた4人の息子たちがトーク番組でよくネタにされた。息子は全員が俳優として活躍している。三男とその妻との間に男子が生まれ、笹野としては初孫ができた。
2014年、映画『グレイトフルデッド』で、瀧内公美と共に主演を果たした。
2015年には『手裏剣戦隊ニンニンジャー』で、久々の特撮レギュラーにキャスティングされる。翌2016年の第45話では「アカニンジャー」に変身し、戦隊歴代シリーズ作品において最年長変身者となった。また、長男の翔太は同作で自身の青年期の役として出演した。

## 人物・エピソード
- 男4人兄弟の末っ子であり、男4人兄弟の父親でもある。
- コミカル、シリアス、真面目、堅物と、どのような役柄でも独特の味わいを見せる。山田洋次監督作品の常連でもあり、時代劇には欠かせない存在となっている。原則として来る仕事を拒まない[4]。また、俳優・渥美清に自身の演技スタイルを後押しされたことからワンシーン役者を自称するようになった[21][22]。
- 「どんな役にもカッコよさがある」ことを物事に取り組む姿勢としており、台詞の裏に隠された役の深みを知るために、台本の余白部分には担当役の履歴書を自分なりに書き込んでいる。
- かつてキャンディーズの解散公演で大道具を担当した過去があり、三幸製菓（新潟市）の新CM発表会（2010年1月12日）では、共演した田中好子について「最初は（田中と）目が合わせられなかったが、仲良く話せるようになってうれしい」と語っている[23]。
- 柄本明や佐藤B作とは自由劇場時代からの40年来の親友。柄本とはともに「男はつらいよシリーズ」、「釣りバカ日誌シリーズ」で何度も共演、B作とも互いをテレビカメラの前で遠慮会釈なしに揶揄（）し合いこき下ろせるほどで、誰かがバラエティに出演した際に他方の愚痴をこぼし合える、気の置けない仲間である[24]。
- 芸能関係者とプライベートの交流をほとんど持とうとしなかった渥美清と親交の深かった、数少ない芸能人である。柄本明を加えた3人で連れ立って芝居を見に行ったり、バーに飲みに行くこともあった。山田洋次に対して最初に笹野を紹介したのも渥美で、それを笹野が知ったのは渥美が死去した際であった。笹野は現在も、渥美が心を開いた数少ない人間であったことを誇りにしている[25]。
- 愛車は黄色のポルシェ・911である[26][出典無効][27]。当初はシルバーを買う予定だったが、木村拓哉のアドバイスで黄色にしたとのこと。
- 『重甲ビーファイター』出演時は、子供が視聴者世代だったため、子供たちに喜んでもらうべく出演した[4]。『手裏剣戦隊ニンニンジャー』では、既に子供らも成人しており、笹野自身1年間務めきれるか不安もあったが、家族から背中を押され出演を決めた[4]。
- 『ニンニンジャー』では経験の浅い俳優が主演を務めていたが、自身が周囲からダメ出しをされて混乱した経験から直接的な助言は行わず、成長を見守り、自身の演技を通して俳優としてのあり方を伝えたかったと述べている[4]。同作品で共演した多和田秀弥は、「芝居なんてそんなにすぐには上手くならない」と言われたことが心に残っており、笹野の経験に基づいた言葉の重みを感じたことを述べている[28]。また、スーツアクターの蜂須賀祐一は、第32話で自身が演じる十六夜九衛門と笹野演じる伊賀崎好天が川の中で対決するシーンの撮影で、笹野は自身が映らないにもかかわらず目線を合わせるために川の中に入って立ち会い水しぶきを浴びながらの撮影を繰り返したり、蜂須賀を川から上げるよう先に撮影させたりするなどしていた様を見て、撮影に対する姿勢に見習うところが多かったと述べている[29]。
- 『ニンニンジャー』などで共演した矢柴俊博に対しては注目している好きな俳優の1人に挙げており、自身の趣味に合う良い芝居をすると評している[4]。一方で、矢柴も笹野を理想的な形で俳優活動をしている人物に挙げており、『ニンニンジャー』への出演も笹野と共演できることに魅力を感じたことを理由としている[30]。

## 出演

### 映画
- ふしぎな國 日本（1983年） - 映画デビュー作
- 竜二（1983年） - 酒屋店員
- 麻雀放浪記（1984年） - 鈴木
- 哀しい気分でジョーク(1985年)  - 医者
- CHECKERS IN TAN TAN たぬき（1985年） - ハワイ人
- 男はつらいよシリーズ
  - 男はつらいよ 柴又より愛をこめて（1985年） - 伊豆下田の長八
  - 男はつらいよ 幸福の青い鳥（1986年） - 市役所の職員
  - 男はつらいよ 知床慕情（1987年） - 大家
  - 男はつらいよ 寅次郎物語（1987年） - 旅館の主人
  - 男はつらいよ 寅次郎サラダ記念日（1988年） - 泥棒
  - 男はつらいよ 寅次郎心の旅路（1989年） - 車掌
  - 男はつらいよ ぼくの伯父さん（1989年） - ゲイのライダー
  - 男はつらいよ 寅次郎の休日（1990年） - 内藤
  - 男はつらいよ 寅次郎の告白（1991年） - 釣り人
  - 男はつらいよ 寅次郎の縁談（1993年） - 琴島の駐在警官
  - 男はつらいよ 寅次郎紅の花（1995年） - 箕作伸吉
  - 男はつらいよ お帰り 寅さん（2019年） - 御前様
- キネマの天地（1986年） - 屑屋
- 必殺4 恨みはらします（1987年） - 安吉
- 上海バンスキング（1988年） - 松本亘（バクマツ）
- メロドラマ（1988年） - フロントのマネージャー
- ダウンタウン・ヒーローズ（1988年） - ヤクザの親分
- ぼくらの七日間戦争（1988年） - 丹羽満 教頭
- 異人たちとの夏（1988年） - 歯科医
- 真夜中の河（1988年） - 川島
- 釣りバカ日誌シリーズ - 前原運転手
  - 釣りバカ日誌（1988年）
  - 釣りバカ日誌2（1989年）
  - 釣りバカ日誌3（1990年）
  - 釣りバカ日誌4（1991年）
  - 釣りバカ日誌5（1992年）
  - 釣りバカ日誌6（1993年）
  - 釣りバカ日誌7（1994年）
  - 釣りバカ日誌8（1996年）
  - 釣りバカ日誌9（1997年）
  - 釣りバカ日誌10（1998年）
  - 花のお江戸の釣りバカ日誌（1998年）[注釈 1]
  - 釣りバカ日誌イレブン（2000年）
  - 釣りバカ日誌12 史上最大の有給休暇（2001年）
  - 釣りバカ日誌13 ハマちゃん危機一髪!（2002年）
  - 釣りバカ日誌14 お遍路大パニック!（2003年）
  - 釣りバカ日誌15 ハマちゃんに明日はない!?（2004年）
  - 釣りバカ日誌16 浜崎は今日もダメだった♪♪（2005年）
  - 釣りバカ日誌17 あとは能登なれハマとなれ!（2006年）
  - 釣りバカ日誌18 ハマちゃんスーさん瀬戸の約束（2007年）
  - 釣りバカ日誌19 ようこそ!鈴木建設御一行様（2008年）
  - 釣りバカ日誌20 ファイナル（2009年）
- 北京的西瓜（1989年） - 不動産屋
- 飛ぶ夢をしばらく見ない（1990年） - 富岡正寿
- ぼくらの七日間戦争2（1991年） - 丹羽満 教頭
- ザ・中学教師（1992年） - 今日子の父
- 寒椿（1992年） - 桑名勝造
- 学校シリーズ
  - 学校（1993年） - 土屋
  - 学校II（1996年） - ホテルのマネージャー
  - 学校III（1998年） - 金栄洙
  - 十五才 学校IV（2000年） - 児玉
- 劇場版 重甲ビーファイター（1995年） - 向井健三
- マークスの山（1995年） - 林省三
- トラブルシューター（1995年） - 貝山
- 学校の怪談（1995年） - 当直の先生
- 虹をつかむ男（1996年） - 十成修次郎
- 岸和田少年愚連隊（1996年） - 杉山先生
- 美味しんぼ（1996年） - 富井副部長
- さすらいのトラブルバスター（1996年）
- 借王2（1997年） - 笹目土木社長 笹目文治
- 虹をつかむ男 南国奮斗編（1997年） - 平山肇
- おもちゃ（1999年） - 高坂
- のど自慢（1999年） - 小林
- 39 刑法第三十九条（1999年） - ホームレスの手塚
- お受験 OJUKEN（1999年） - 菅野部長
- 静かなるドン THE MOVIE（2000年） - 川西部長
- ホーム・スイートホーム（2000年） - 警察官
- しあわせ家族計画（2001年） - 警備員
- DRUG（2001年） - 河合彰
- 柔らかな頬（2001年）
- 少女 an adolescent（2001年） - 鈴木
- ゴジラ・モスラ・キングギドラ 大怪獣総攻撃（2001年） - タクシー運転手[5]
- 竜二Forever（2002年） - 飲み屋の客
- ラストシーン（2002年） - 撮影所長
- アカルイミライ（2003年） - 藤原耕太
- ばかのハコ船（2003年） - 酒井
- 半落ち（2004年） - 古賀誠司刑務官
- ほたるの星（2004年） - 小倉
- 油断大敵（2004年） - 小栗
- 隠し剣 鬼の爪（2004年） - 医師
- パッチギ!（2005年） - チェドキの伯父
- 雨よりせつなく（2005年） - 花屋の主人
- 難波金融伝・ミナミの帝王6欲望の街(2005年)　-須田松五郎
- 寝ずの番（2006年） - 笑満亭橋次
- アダン（2006年） - 織物工場主
- ダメジン（2006年） - 猫じじい
- 地下鉄に乗って（2006年） - 岡村会長
- 武士の一分（2006年） - 徳平
- 早咲きの花（2006年） - 管理人
- 図鑑に載ってない虫（2007年） - モツ煮込み屋のオヤジ
- 無認可保育園 歌舞伎町 続・ひよこ組（2007年）
- The焼肉ムービー プルコギ（2007年）
- 犯人に告ぐ（2007年） - 津田良仁
- 象の背中（2007年） - 高木春雄
- やじきた道中 てれすこ（2007年） - お喜乃の父・杢兵衛
- 転々（2007年） - 畳屋のオヤジ
- 魍魎の匣（2007年） - 今出川欣一
- 母べえ（2008年） - 小菅刑事
- 歓喜の歌（2008年） - 市役所の警備員
- 花影（2008年） - 五木宗一郎
- 犬と私の10の約束（2008年） - 皆川医師
- カンフーくん（2008年） - 黒校長
- 神様のパズル（2008年） - 橋詰老人
- ゲゲゲの鬼太郎 千年呪い歌（2008年） - 井戸仙人
- 百万円と苦虫女（2008年） - 喫茶店マスター・白石
- カンフー・パンダ（2008年） - シーフー老師
- おくりびと（2008年） - 平田正吉
- 次郎長三国志（2008年） - 法印大五郎
- イキガミ（2008年） - 石井課長
- ハッピーフライト（2008年） - 丸山重文
- 禅 ZEN（2009年） - 老僧
- 旭山動物園物語 ペンギンが空をとぶ（2009年） - 磯貝三郎（市商工部長）
- インスタント沼（2009年） - 西大立目部長
- 幼獣マメシバ（2009年） - 芝良男
- 劒岳 点の記（2009年） - 大久保徳明
- ディア・ドクター（2009年） - 曽根登喜男村長
- 火天の城（2009年） - 木曾義昌
- おとうと（2010年） - 丸山（自転車屋店主）
- 交渉人 THE MOVIE タイムリミット高度10,000mの頭脳戦（2010年） - 墨田耕平
- 誘拐ラプソディー（2010年）- シゲさん
- シュアリー・サムデイ（2010年） - 教頭
- 死刑台のエレベーター（2010年） - 遠野守衛
- わさお（2011年） - 遠野（手都ビル守衛）
- 漫才ギャング（2011年） - 門倉刑事
- プリンセス・トヨトミ（2011年） - 長曽我部
- 小川の辺（2011年） - 助川権之丞（海坂藩家老）
- カンフー・パンダ2（2011年） - シーフー老師
- 一命（2011年） - 宗祐
- CUT（2011年） - ヒロシ
- 茜色の約束 -サンバdo金魚-（2011年） - 市長
- 僕達急行 A列車で行こう（2012年） - 小玉哲夫
- この空の花 長岡花火物語（2012年） - 村岡秋義
- テルマエ・ロマエ（2012年） - 山越修造
  - テルマエ・ロマエII（2014年） - 山越修造
- 天地明察（2012年） - 建部伝内
- 綱引いちゃった!（2012年） - 藤代直正
- 渾身 KON-SHIN（2013年） - 永見剛
- 奇跡のリンゴ（2013年） - 深津
- 武士の献立（2013年） - 薬売り
- 小さいおうち（2014年）
- 偉大なる、しゅららぼん（2014年） - 源治郎
- 青天の霹靂（2014年） - 村上医師
- ふしぎな岬の物語（2014年） - 竜崎徳三郎
- グレイトフルデッド（2014年） - 主演・塩見三十郎
- スーパー戦隊シリーズ - 伊賀崎好天 役
  - スーパーヒーロー大戦GP 仮面ライダー3号（2015年）
  - 手裏剣戦隊ニンニンジャー THE MOVIE 恐竜殿さまアッパレ忍法帖!（2015年）[31]
  - 手裏剣戦隊ニンニンジャーVSトッキュウジャー THE MOVIE 忍者・イン・ワンダーランド（2016年）[32]
- 海難1890（2015年） - 佐藤
- 陽光桜 -YOKO THE CHERRY BLOSSOM-（2015年） - 主演・高岡正明 役[33]
- の・ようなもの のようなもの（2016年） - 床屋の主人
- 珍遊記（2016年） - ばばあ
- 家族はつらいよ（2016年） - 警備員[34]
- クリーピー 偽りの隣人（2016年） - 谷本刑事
- あったまら銭湯（2016年） - 主演・佐々木正信
- オケ老人!（2016年） - 野々村秀太郎
- 新宿スワンII（2017年） - 砂子
- HiGH&LOW - 植野龍平
  - HiGH&LOW THE MOVIE2 / END OF SKY（2017年）
  - HiGH&LOW THE MOVIE3 / FINAL MISSION（2017年）
- 終わった人（2018年） - 二宮勇
- 空飛ぶタイヤ（2018年） - 宮代直吉
- えちてつ物語～わたし、故郷に帰ってきました。～（2018年） - 越智圭祐
- マスカレード・ホテル（2019年） - 大野浩一
- ある船頭の話（2019年9月13日） - 牛の客
- ハルカの陶（2019年） - 榊陶人
- 決算! 忠臣蔵（2019年） - 落合与左衛門
- 海辺の映画館―キネマの玉手箱（2020年） - 加也を刺す上官／車掌／倉庫番A
- スパイの妻〈劇場版〉（2020年10月16日） - 野崎医師
- 西成ゴローの四億円（2021年11月9日） - 金本康治 役
  - 西成ゴローの四億円 死闘篇（2022年公開）
- 大怪獣のあとしまつ（2022年2月4日公開、東映 / 松竹） - 財前 二郎 役
- 川っぺりムコリッタ（2022年9月16日公開）
- 嘘八百 なにわ夢の陣（2023年1月6日公開） - 小出盛夫 役
- 映画ネメシス 黄金螺旋の謎（2023年公開） - 榎戸力丸 役[35]
- 湯道（2023年） - 堀井豊 役
- 沈黙の艦隊（2023年） - 竹上登志雄 役[36]
  - 沈黙の艦隊 北極海大海戦（2025年公開予定） - 竹上登志雄 役[37][38]
- コーポ・ア・コーポ（2023年） - 宮地友三 役[39]
- 宮古島物語ふたたヴィラ 再会ぬ海（2024年公開）[40]
- 僕らは人生で一回だけ魔法が使える（2025年） - テツ爺 役[41]
- 35年目のラブレター（2025年） - 逸美 役[42]
- ババンババンバンバンパイア（2025年） - 立野長次郎[43][44][45]
- TOKYOMER 〜走る緊急救命室〜南海ミッション〜(2025年)　-青山総理役
- 港のひかり（2025年公開予定） - 荒川定敏[46]
- TOKYOタクシー（2025年公開予定） - 阿部誠一郎[47]

### テレビドラマ

#### NHK
- 連続テレビ小説（NHK総合）
  - はね駒（1986年）
  - チョッちゃん（1987年） - 坂上清郎
  - かりん（1993年 - 1994年） - 本間洋一郎
  - さくら（2002年） - 竹下徹教頭
  - 瞳（2008年） - 岡本信夫
  - わろてんか（2017年） - 喜楽亭文鳥（落語家）
- 大河ドラマ（NHK総合）
  - 翔ぶが如く（1990年） - 和助
  - 毛利元就（1997年） - 福原広俊
  - 葵 徳川三代（2000年） - 鳥居元忠
  - 武蔵 MUSASHI（2003年） - 山田助右衛門
  - 新選組!（2004年） - 孝庵（医師）
  - 風林火山（2007年） - 大林勘左衛門
  - 天地人（2009年） - 豊臣秀吉
- 水曜ドラマ 花も実もある（1990年、NHK） - 幸助
- のんのんばあとオレ（1991年、NHK総合）
- 物書同心いねむり紋蔵（1998年、NHK総合） - 沢田六平
- 光の帝国（2001年、NHK総合） - ツル先生
- お登勢（2001年、NHK総合） - 儀平
- 恋歌温泉にようこそ（2001年、NHK総合）
- 川、いつか海へ 6つの愛の物語（2003年、NHK総合） - 川北
- 最後の忠臣蔵（2004年、NHK総合） - 荻生徂徠
- どんまい!（2005年、NHK総合） - 岩井俊夫
- 陽炎の辻（2008年 - 2009年、NHK総合） - 江三郎
- 福家警部補の挨拶（2009年、NHK総合） - 今井圭三
- 土曜ドラマ 鉄の骨（2010年7月、NHK総合） - 松田社長
- NHK正月時代劇 隠密秘帖（2011年1月1日、NHK総合） - 田沼意次
- 土曜ドラマスペシャル 神様の女房 第2話（2011年10月8日、NHK総合） - 林伊三郎
- ドラマ10 タイトロープの女（2012年1月 - 2月、NHK総合） - 小野田克己
- 土曜ドラマ 実験刑事トトリ（2012年11月3日 - 12月1日、NHK総合） - 三船隆昭
  - 実験刑事トトリ2（2013年10月12日 - 11月16日）
- スペシャルドラマ 経世済民の男 第一部「高橋是清」（2015年8月22日・29日、NHK総合） - 井上馨
- 土曜時代劇 忠臣蔵の恋〜四十八人目の忠臣〜（2016年9月 - 2017年2月、NHK総合） - 堀部弥兵衛
- 夜ドラ ワタシってサバサバしてるから（2023年1月9日 - 2月9日、NHK総合） - 千堂光男
- 正直不動産スペシャル（2023年1月3日、NHK総合・NHK BSプレミアム4K）[48][49]

#### 日本テレビ
- 火曜サスペンス劇場（日本テレビ）
  - 女医の殺人（1991年4月30日） - 総合プロデュース
  - 弁護士・朝日岳之助10（1997年） - 草野敏夫
- 銀狼怪奇ファイル（1996年、日本テレビ） - 渡部教頭
- 光とともに…（2004年、日本テレビ） - 小沢和正
- 働きマン（2007年、日本テレビ） - 田崎
- 神の雫（2009年、日本テレビ） - 飛田
- さくら道（2009年、読売テレビ） - 笹部新太郎
- 熱中時代（2011年4月9日、日本テレビ） - 桜川ワタルの祖父
- 金曜ロードSHOW! リバース〜警視庁捜査一課チームZ〜（2013年4月5日、日本テレビ） - 森口一郎
- 弱くても勝てます 〜青志先生とへっぽこ高校球児の野望〜（2014年4月 - 6月、日本テレビ） - 三條光茂
- 怪盗 山猫（2016年1月23日・30日、日本テレビ） - 中岡太一
- スーパーサラリーマン左江内氏（2017年1月 - 3月、日本テレビ） - 謎の老人
- BS笑点ドラマスペシャル 桂歌丸（2017年10月9日、BS日テレ） - 五代目 古今亭今輔
- 読売テレビ開局60年記念スペシャルドラマ 天才を育てた女房（2018年2月23日、読売テレビ） - 阪田三吉[50]
- ドロ刑（2018年、日本テレビ） - 大堂吾郎（黒蛇）
- 家売るオンナの逆襲 最終話（2019年3月13日、日本テレビ） - 藤見明
- ニッポンノワール-刑事Yの反乱-（2019年10月13日 - 12月15日、日本テレビ） - 深水喜一 役
- 君と世界が終わる日に（2021年1月17日 - 1月24日、日本テレビ） - 宇和島雅臣 役
- 24時間テレビ 愛は地球を救う45 ドラマスペシャル「無言館」（2022年8月27日）[51]
- ゼイチョー〜「払えない」にはワケがある〜 第1話（2023年10月14日、日本テレビ） - 泉喜和 役

#### TBS
- 刑事ヨロシク（1982年、TBS） - 教頭先生
- 西田敏行の泣いてたまるか 第1話「花嫁のお父ちゃん」（1986年、TBS/国際放映、東阪企画）
- ザ・サスペンス（TBS）
  - 名探偵金田一耕助の傑作推理「殺人鬼」（1988年） - 亀井淳吉
- 邪魔してゴメン!（1989年10月 - 1990年3月、TBS）
- グッドニュース（1999年、TBS） - 五条文彦
- 月曜ドラマスペシャル 探偵 左文字進 第1作「封印された殺人」（1999年、TBS） - 小坪警察署 刑事
- サラリーマン金太郎3（2002年、TBS） - 神林オーナー
- 水戸黄門（TBS）
  - 第30部第19話「決戦! 村人たちよ立ち上がれ-津和野-」（2002年） - とも佑
  - 第40部第8話「ニセ黄門の大芝居!-盛岡-」（2009年） - 旅役者一座座長・市川光右衛門（偽黄門役）
- 刑事☆イチロー（2003年1月 - 3月、TBS） - 井川安人署長
- 温泉へ行こう4 第29-30話（2003年、TBS） - 武田
- 花嫁は厄年ッ!（2006年、TBS） - 安土孝二
- 嫌われ松子の一生（2006年、TBS） - 杉下滋男教頭
- 松本清張ドラマスペシャル 波の塔（2006年、TBS） - 吉岡
- 孤独の賭け〜愛しき人よ〜（2007年、TBS） - 東野順造社長
- おちゃべり（2009年、MBS） - 辰巳尚之
- 家族（2009年、TBS） - 三田尻作雄
- 月曜ゴールデン（TBS）
  - 探偵 左文字進13（2009年） - 椎谷佐兵衛
  - 美食カメラマン 星井裕の事件簿 「京都大文字送り火・恩讐の殺意〜料亭オーナー刺殺に隠された幻の食材と醤油の秘密!?究極の師弟愛が新たな死を招く!!」（2010年3月1日） - 嶋田優
  - 松本清張没後20年スペシャル・寒流（2013年1月14日） - 伊牟田博助
  - 女タクシードライバーの事件日誌7（2014年9月1日） - 塚本和雄
  - 捜査指揮官 水城さや3（2015年5月25日） - 浅草太郎
- 筆談ホステス（2010年、MBS） - 瀬川耕造
- 新参者（2010年4月 - 6月、TBS） - 岸田税理士
- 99年の愛〜JAPANESE AMERICANS〜（2010年11月、TBS） - 小宮太助
- 運命の人（2012年1月 - 3月、TBS） - 福出赳雄
- サマーレスキュー〜天空の診療所〜（2012年7月 - 9月、TBS） - 小山雄一
- 夜のせんせい（2014年1月 - 3月、TBS） - 外内耕介
- おやじの背中 第7話「よろしくな。息子」（2014年8月24日、TBS） - 東郷達郎
- テレビ未来遺産“終戦69年”ドラマ特別企画 遠い約束〜星になったこどもたち〜（2014年8月25日、TBS） - 山崎正治
- あにいもうと（2018年6月25日、TBS） - 赤座忍
- テセウスの船（2020年、TBS） - 石坂秀夫校長 役

#### フジテレビ
- 北の国からシリーズ（フジテレビ） - 時夫
- 美少女仮面ポワトリン 第2話「警視庁の女敏腕刑事」（1990年、フジテレビ） - ハリウッド芸能プロ社長・川崎絶人
- 岡っ引どぶ 第5話「京洛殺人事件」（1991年） - 同心
- 英二ふたたび（1997年、フジテレビ） - 刑事
- ナニワ金融道 パート4（1999年、フジテレビ） - 山川義郎
- 髪結い伊三次（1999年、フジテレビ） - 作蔵
- ショムニ（2000年、フジテレビ） - 順風商事社長
- 金曜エンタテイメント（フジテレビ）
  - 年の差カップル刑事2（2001年） - 薄野月彦
  - 寸劇刑事 危機一発!踊るヌイグルミ劇団スナイパーを追え!!（2004年8月6日） - 沢又八郎
  - 山村美紗サスペンス 新・祇園芸妓シリーズ2「京都百人一首殺人事件」（2004年11月5日） - 神代敬介教授
- ファイティングガール（2001年、フジテレビ） - 滝川稔
- 御家人斬九郎 第5シリーズ 第3話「最後の忍者」（2001年、フジテレビ/映像京都） - 次郎兵衛
- 盤嶽の一生 第3話「津軽の男」（2002年、フジテレビ）- 才助
- 八つ墓村（2004年、フジテレビ） - 諏訪弁護士
- 大奥（2005年、フジテレビ） - 小谷権兵衛
- くうねるところすむところ〜恋するニッカボッカ・ガール〜（2007年、フジテレビ） - 大澤巌
- 星ひとつの夜（2007年、フジテレビ） - 池尾憲一
- 山おんな壁おんな（2007年、フジテレビ） - 青柳敬造
- 笑顔をくれた君へ〜女医と道化師の挑戦〜（2008年、フジテレビ） - クラウンA
- 我はゴッホになる! 〜愛を彫った男・棟方志功とその妻〜（2008年、フジテレビ） - 野呂先生
- 盤嶽の一生（2002年、フジテレビ） - 才助
- 福助（2010年、フジテレビ） - 香坂三郎
- 世にも奇妙な物語 20周年スペシャル・秋 〜人気作家競演編〜「厭な扉」（2010年10月4日、フジテレビ） - 新美禄造
- ピロートーク〜ベッドの思惑〜 第5話（2012年11月1日、関西テレビ） - 和夫
- 鴨、京都へ行く。-老舗旅館の女将日記-（2013年4月 - 6月、フジテレビ） - 峰岸鼓太郎
- 金曜プレステージ（フジテレビ）
  - 強行犯係・魚住久江〜ドルチェ2（2013年11月15日） - 門倉宏司
  - 警視庁総務部縁結び課桜井はなの事件ファイル（2014年5月16日） - 石橋肇
- 極悪がんぼ 第2話（2014年4月21日、フジテレビ） - 橋呉勇美
- オリエント急行殺人事件（2015年1月11日・12日、フジテレビ） - 須田
- 民衆の敵〜世の中、おかしくないですか!?〜 第1話・第6話（2017年10月23日・11月27日、フジテレビ）- 磯部真蔵
- いつまでも白い羽根（2018年、フジテレビ） - 千田仙蔵
- ドラマスペシャル 68歳の新入社員（2018年6月18日、関西テレビ） - 須藤稔
- 元彼の遺言状（2022年4月11日 - 6月20日、フジテレビ）- 村山権太 役[52]
- Re:リベンジ-欲望の果てに-（2024年4月11日 - 6月20日、フジテレビ） - 天堂皇一郎 役[53]

#### テレビ朝日
- 女ふたり捜査官 第15話「愛を盗んだ女スリ」（1987年、ABC/テレパック）
- 土曜ワイド劇場（テレビ朝日）
  - 探偵・神津恭介の殺人推理 第9作「こだま号遠隔マジック!?」（1990年） - 中山譲二
  - 女探偵 朝岡彩子（1999年） - 三上重吉
  - 新船長の航海事件日誌（2006年） - 水島拓次
  - 100の資格を持つ女〜ふたりのバツイチ殺人捜査〜（2008年 - 、ABC） - 栗林中道
  - セイアン〜生活安全特捜隊（2014年） - 石井誠司
- 重甲ビーファイター（1995年、テレビ朝日） - 向井博士
- 新・御宿かわせみ（1997年、テレビ朝日） - 嘉助
- びんぼう同心御用帳 第6話「侍っ子! 」（1998年、テレビ朝日/東映） - 平沢頼母
- 暴れん坊将軍IX（1999年、テレビ朝日） - 西川如見
- 京都潜入捜査官 THE SLIPPERS（2000年、テレビ朝日） - 横尾銀次郎
- 相棒（テレビ朝日）
  - season4 第6話「殺人ヒーター」（2005年） - 沖健次郎
  - season15 第12話「臭い飯」（2017年） - 亀井雄吉
  - season19 第13話 「死神はまだか」（2021年） - 椿家團路
- 時効警察（2006年、テレビ朝日） - 林田巡査・林田巡査の兄
  - 帰ってきた時効警察（2007年、テレビ朝日） - 林田巡査
  - 時効警察・復活スペシャル（2019年9月29日、テレビ朝日） - 針巡査
- PS -羅生門-（2006年、テレビ朝日） - 富川副署長
- 八州廻り桑山十兵衛〜捕物控ぶらり旅（2007年、テレビ朝日） - 川端三五郎
- 吉原炎上（2007年、テレビ朝日） - 鈴木幾松
- 遠山の金さん（2007年、テレビ朝日） - 喜久治
- わるいやつら（2007年、テレビ朝日・ABC） - 藤島春彦
- 交渉人〜THE NEGOTIATOR〜（2008年 - 、テレビ朝日） - 墨田耕平
- パズル（2008年、テレビ朝日・ABC） - 権藤正一郎
- 松本清張生誕100年特別企画 疑惑（2009年、テレビ朝日） - 木下保
- 落日燃ゆ（2009年、テレビ朝日） - 花山信勝
- サラリーマン金太郎2（2010年1月、テレビ朝日） - 池波オーナー
- 樅ノ木は残った（2010年2月20日、テレビ朝日） - 伊達兵部
- ナサケの女〜国税局査察官〜 第1話（2010年10月21日、テレビ朝日） - 社長
- アスコーマーチ〜明日香工業高校物語〜（2011年4月 - 6月、テレビ朝日） - 吉野富士男
- 科捜研の女 第11シリーズ 第3話（2011年11月3日、テレビ朝日） - 宮内
- ドラマスペシャル 火車（2011年11月5日、テレビ朝日） - 溝口悟郎
- ドラマスペシャル 濃姫（2012年3月17日、テレビ朝日） - 平手政秀
- 京都地検の女 第8シリーズ 第4話（2012年8月9日、テレビ朝日） - 谷垣泰治
- 遺留捜査 第2シリーズ 最終話（2012年9月6日、テレビ朝日） - 西田英也
- ドラマスペシャル みをつくし料理帖（2012年9月22日、テレビ朝日） - 嘉兵衛
- 名古屋行き最終列車 第4夜（2012年12月20日、名古屋テレビ）
- 松本清張没後20年・ドラマスペシャル 熱い空気（2012年12月22日、テレビ朝日） - 一条藤磨
- 開局55周年記念ドラマスペシャル 上意討ち 拝領妻始末（2013年2月9日、テレビ朝日） - 小谷庄兵衛
- ドラマスペシャル だましゑ歌麿III（2013年7月27日、テレビ朝日） - 平賀源内
  - だましゑ歌麿IV（2014年9月6日）
- DOCTORS2〜最強の名医〜 第4話（2013年8月1日、テレビ朝日） - 鈴木龍之介
- 警視庁捜査一課9係 season8 最終話（2013年9月11日、テレビ朝日） - 山尾海彦
- ドラマスペシャル 特捜最前線2013〜7頭の警察犬（2013年9月29日、テレビ朝日） - 杜氏梅吉
- ドクターX〜外科医・大門未知子〜 第2シリーズ（2013年10月 - 12月、テレビ朝日） - 烏丸金男
- オリンピックの身代金（2013年11月30日・12月1日、テレビ朝日） - 村田留吉
- 宮本武蔵（2014年3月15日・16日、テレビ朝日） - 池田輝政
- 信長のシェフ Part2（2014年7月 - 9月、テレビ朝日） - 松永久秀
- 手裏剣戦隊ニンニンジャー（2015年2月22日 - 2016年2月7日、テレビ朝日） - 伊賀崎好天 / アカニンジャー 役
  - 手裏剣戦隊ニンニンジャーVS仮面ライダードライブ 春休み合体1時間スペシャル（2015年3月29日） - 伊賀崎好天 役
- ドラマスペシャル 所轄魂（2015年9月20日、テレビ朝日） - 大原直隆[54]
- 写楽ホーム凸凹探偵団（2018年3月18日、テレビ朝日） - 関屋乙松
- やすらぎの刻〜道（2019年 - 2020年、テレビ朝日） - 蒟蒻亭乙葉 役
- 花のれん（2025年3月8日、テレビ朝日） - 金沢亭席主 役[55]

#### テレビ東京
- 怨み屋本舗（2006年） - 伊藤 役
- 水曜ミステリー9
  - さすらい署長 風間昭平4（2006年） - 山県芳郎副署長 役
  - 警察署長・たそがれ正治郎4「同窓会殺人事件」（2007年） - 番頭 役
  - 多摩南署たたき上げ刑事・近松丙吉9「見知らぬ死体」（2012年） - 亀山利一 役
  - 警視庁特捜対策室 迷宮捜査の女（2015年） - 村上和彦 役
  - ハガネの警察医（2015年） - 副島信行
- 新春ワイド時代劇
  - 大江戸捜査網2015〜隠密同心、悪を斬る!（2015年1月2日） - 伊兵衛 役
  - 信長燃ゆ（2016年1月2日） - 吉田兼和[56]
- 幻十郎必殺剣（2008年） - 市田孫兵衛 役
- ジロチョー 清水の次郎長維新伝（2010年1月13日）
- 孤独のグルメ Season4 第10話 （2014年9月10日）  - 川本 役
- テレビ東京開局50周年特別企画 松本清張 黒い画集-草-（2015年3月25日） - 笠井光雄 役
- 僕らプレイボーイズ 熟年探偵社（2015年7月） - 田浦要[57]
- 釣りバカ日誌〜新入社員 浜崎伝助〜 最終話（2015年12月11日） - タクシーの運転手 役
- 歴史ミステリーロマン 幕末維新の謎を解け!（2016年3月27日） - 歴史学者・門脇良太郎
- ヤッさん〜築地発!おいしい事件簿〜 第5話（2016年8月19日） - シノケン 役
- 駐在刑事 Season2 第1話（2020年1月24日） - 白井孝造 役
- 月曜プレミア8 「組織犯罪対策課 白鷹雨音」（2021年） - 鮫島教授 役
- らせんの迷宮〜DNA科学捜査〜 第2話「恋愛遺伝子が暴く資産家殺人事件」（2021年10月22日） - 遠山友蔵 役
- ドラマ9 ジャンヌの裁き第7話・最終話（2024年3月1日・8日） - 庄司新之助 役[58]
- 失踪人捜索班 消えた真実 第3話（2025年4月25日） - 日野明 役[59]

#### WOWOW
- 京極夏彦 「怪」 第2話「隠神だぬき」（2000年3月18日、WOWOW） - 籐左衛門
- 囚われつかじ〜13人の容疑者〜（2008年、WOWOW）
- 兄帰る（2009年[WOWOW） - 小出秀
- 結党!老人党（2009年、WOWOW） - 宮下辰夫
- SOIL ソイル（2010年、WOWOW） - 佐久間照彦
- 社長室の冬-巨大新聞社を獲る男-（2017年4月 - 5月、WOWOW） - 新里明
- 石つぶて 警視庁 二課刑事の残したもの（2017年、WOWOW） - 菱岡博文
- 引き抜き屋 〜ヘッドハンターの流儀〜 第3話（2019年11月30日、WOWOW） - 二見邦久 役

#### その他
- 幼獣マメシバ（2009年、UHF） - 芝良男
- 新・御宿かわせみ（2013年7月 - 、時代劇専門チャンネル） - 嘉助
- 藤沢周平 新ドラマシリーズ 第二弾 橋ものがたり 小さな橋で（2017年9月18日、BSスカパー!） - 周兵衛

#### NHK BS
- 菜の花の沖（2000年、NHK BShi） - 和田屋喜十郎
- BS時代劇 陽だまりの樹（2012年4月 - 、NHK BSプレミアム） - 手塚良仙
- プレミアムドラマ 小暮写眞館（2013年3月 - 4月、NHK BSプレミアム） - 須藤
- プレミアムよるドラマ「お父さんは二度死ぬ」（2013年6月1日 - 6月22日、NHK BSプレミアム） - 笹倉
- あなたに似た誰か 第1話「カハタレバナ」（2013年8月13日、NHK BSプレミアム） - 倉本洋治
- プレミアムドラマ だから荒野（2015年1月 - 3月、NHK BSプレミアム） - 竹内
- BS時代劇 子連れ信兵衛（NHK BSプレミアム） - 折笠五郎左衛門
  - 子連れ信兵衛（2015年）
  - 子連れ信兵衛2（2016年）
- 令和元年版 怪談牡丹燈籠（2019年10月6日 - 27日、NHK BSプレミアム） - 白翁堂勇斎 役
- 贋作 男はつらいよ（2020年1月5日 - 26日、NHK BSプレミアム） - 住職
- スパイの妻（2020年6月6日、NHK BS8K） - 野崎医師 役
- 広重ぶるう（2024年3月23日、NHK BSプレミアム4K）[60]

### バラエティ

#### NHK
- コメディーお江戸でござる（1995年 - 2004年、NHK総合）
- コメディー道中でござる（2004年 - 2006年、NHK総合）
- 超入門!落語 THE MOVIE「親子酒」（2018年3月8日、NHK総合） - 父 役

#### NHK Eテレ
- JAPANGLE（2017年3月28日 - 、NHK Eテレ）パペットキャラクター・アロー教授 役（声優）[注釈 2]
- u&i（2018年10月10日 - 、NHK Eテレ）パペットキャクター・ジローはかせ 役（声優）[注釈 3]

#### TBS
- ニンゲン観察バラエティ モニタリング（2013年4月 - 、TBS）

#### フジテレビ
- めちゃ×2イケてるッ!（2011年、フジテレビ）
- VS嵐（2011年、フジテレビ）
- 痛快TV スカッとジャパン（2015年 - 2022年、フジテレビ）スカッとばあちゃんシリーズ

#### テレビ東京
- お化けのサンバ（1980年 - 1981年、テレビ東京）
- もんもんドラエティ（1981年 - 1982年、テレビ東京）

### 情報番組

#### 日本テレビ
- コレってアリですか?（2010年 - 2011年、日本テレビ）

#### TBS
- はなまるマーケット（2010年、TBS）

#### テレビ朝日
- 二人の食卓（2007年、テレビ朝日）
- みんなの家庭の医学（2011年、ABC/ユーコム）

#### BS朝日
- アジア新発見紀行!（2015年、BS朝日）

#### その他
- 池波正太郎の江戸料理帳（時代劇専門チャンネル制作） - 案内人（第1回 - 第4回）

### テレビアニメ

#### NHK
- 戦場のキックオフ（2001年） - 国王、将軍
- おじゃる丸（2011年） - 芽
- どーもくん（2013年） - うさじい

### オリジナルビデオ
- 静かなるドン1 - 4・6 - 12（1991年 - 2011年） - 川西部長

### ネットドラマ
- 係長 青島俊作 THE MOBILE（2010年6月 - 、ドコモ動画） - 堂島
- モダンラブ・東京「息子の授乳、そしていくつかの不満」（2022年10月21日、Amazon Prime Video）
- サンクチュアリ -聖域-（2023年5月4日配信、Netflix） - 伊東 役[61]
- 沈黙の艦隊 シーズン1 〜東京湾大海戦〜（2024年2月9日 - 、Amazon Prime Video） - 竹上登志雄 役[62]
- 笑ゥせぇるすまん #12「サブスクおじいちゃん」（2025年8月1日、Amazon Prime Video）[63]

### ネット映画
- 次元大介（2023年10月13日、Amazon Prime Video）[64]

### インターネット動画
- お台場寄席DOUGA フジテレビ無料動画サイト「見参楽（みさんが！）」（2011年10月27日 - 3か月配信）
- NHKキャラクター どーもくん20周年スペシャル動画『どーもありがとう』（2018年10月16日 - 、NHK）[65][66]

### CM
- 三幸製菓 「三幸劇場〜三つの幸せ物語〜」（2010年1月 - ）
- 日本マクドナルド「マックカフェ」（2009年 - 2010年）
- セコム「ご先祖様と木村さん」（2010年6月 - ）
- 大日本除虫菊「蚊がいなくなるスプレー ボディビル編」（2013年）[注釈 4]
- 日本香堂「喪中見舞い」編（2013年） ※北川弘美と共演
- KDDI「au三太郎シリーズ」（2016年3月 - ）
- サントリー「ボス 新しい風・誰と組む」編
- 三井のリハウス「夫は語る リハウス前」編（2018年）
- BOAT RACE振興会「ボートレース だれもが躍動するスポーツ」（2025年1月 - ）[67] - ササノ役（神尾楓珠・江口のりこ・中村獅童・前田旺志郎・矢吹奈子と共演[68]）

### 舞台
- 『本日も休診』（2021年11月12日～28日/明治座）- 茶畠巡査役
- 『また本日も休診〜山医者のうた〜』（2025年10月11日 - 11月22日、博多座 他）[69][70]

### 玩具
- 重甲ビーファイター ビーコマンダー COMPLETE EDITION（2022年6月）

## 著書
- 『待機晩成 日本一の脇役が語る人生の美学』（2008年、ぴあ）